# Oezdemirus salvini
Oezdemirus salvini är en stekelart som först beskrevs av Cameron 1885.  Oezdemirus salvini ingår i släktet Oezdemirus och familjen brokparasitsteklar. Inga underarter finns listade i Catalogue of Life.